# مارك فلاتس
مارك ميشيل فلاتس (وُلد في 14 من شهر تشرين الأول عام 1972) هو لاعب كرة قدم سابق، ولاعب خط وسط، بدأ مسيرته الكروية كمتدرب في الدوري الممتاز مع نادي أرسنال.

## مسيرته الرياضية
وُلد مارك في إنجلترا في مدينة لندن وتحديداً في مدينة هارينجي، وكان متدرب مع نادي أرسنال، ظهر مارك لأول مرة في 19من شهر أيلول في عام 1992 ضد نادي شيفيلد يونايتد.
لعب مارك 18 مبارة في كل المنافسات التي لعبها نادي أرسنال بين عامي 1992 وحتى 1996.
قضى مارك وقت أعارته خلال مسيرته مع نادي أرسنال في نادي كامبيردج يونايتد، و برايتون أند هوف ألبيون، و بريستول سيتي، و غريمسبي تاون.
إنتهى عقد مارك مع نادي أرسنال في عام 1996، وكان لديه عدة تجارب مع أدية مختلفة منها نادي تورينو في إنجلترا، وَقّعَ مارك عن طريق اللاعب السابق لإرسنال مارتن هايز في نادي بيشوب ستورتفورد.